# Лонг, Билли
Уильям Холлис Лонг II (англ. William Hollis Long II; род. 11 августа 1955, Спрингфилд, США) — американский политик и аукционист, который был представителем США в 7-м избирательном округе Миссури с 2011 по 2023 год. Округ включает большую часть юго-западного квадранта штата и закреплен в Спрингфилде. Он также включает Джоплин и Брэнсон.
Член Республиканской партии, Лонг был избран на место в округе в 2010 году, сменив Роя Бланта после его избрания в Сенат США. После того, как Блант объявил, что не будет баллотироваться на переизбрание в Сенат в 2022 году, Лонг стал кандидатом в гонке 2022 года, чтобы стать его преемником, но проиграл республиканские праймериз Эрику Шмитту.
4 декабря 2024 года Дональд Трамп объявил о своём намерении выдвинуть Лонга на должность комиссара Налоговой службы.

## Биография

### Ранняя жизнь и образование
Уроженец Миссури в четвёртом поколении, Лонг родился в Спрингфилде в 1955 году. Он учился в Университете Миссури в Колумбии, штат Миссури и был членом братства Дельта Ипсилон, прежде чем бросил учёбу. После трёхлетнего перерыва в учёбе Лонг прошел девятидневную программу обучения в Школе аукционов Миссури в Канзас-Сити. Он получил сертификат аукциониста через Национальную ассоциацию аукционистов.

### Карьера
Лонг владел Billy Long Auctions, LLC. Он также был ведущим ток-шоу на радиостанции KWTO в Спрингфилде. Он является членом Национальной ассоциации риэлторов, Национальной ассоциации аукционистов, Торговой палаты округа Спрингфилд, Национальной ассоциации стрелков Америки и Совета риэлторов Большого Спрингфилда.
Лонг участвовал в Мировом покерном туре, участвуя в профессиональных санкционированных играх, включая Southern Poker Championship в Beau Rivage и Bellagio Cup.

#### Палата представителей США
Лонг присоединился к гонке за 7-й избирательный округ после того, как действующий представитель США Рой Блант решил баллотироваться на место в Сенате США, освобождаемое Китом Бондом. На многолюдных республиканских праймериз с семью кандидатами — фактических выборах в самом республиканском округе штата — Лонг победил, набрав 36 % голосов.
На республиканских праймериз 5 августа Лонг победил Маршалла Уоркса с результатом 62,4 % против 37,6 %.
Лонг поддержал указ президента Дональда Трампа от 2017 года, запрещающий въезд в США гражданам семи стран с мусульманским большинством.
На республиканских праймериз 2 августа Лонг победил Натана Клея, Кристофера Батше, Мэтью Эванса, Линдла Спенсера, Мэтью Канови, Джеймса Нельсона и Мэри Бирн.
На республиканских праймериз Лонг победил Джима Эванса, Лэнса Норриса и Бенджамина Холкомба. На всеобщих выборах он победил кандидата от Демократической партии Джейми Скулкрафта, который победил Кеннета Хэтфилда, Джона Фармера де ла Торре и Винсента Дженнингса на демократических праймериз.
На республиканских праймериз 4 августа Лонг победил Эрика Харлемана, Кевина ВанСтори, Стива Четника и Камиллу Ломбарди-Олив.